# Fattore C
Fattore C è stato un programma televisivo italiano di genere game show, andato in onda su Canale 5 nell'autunno 2006 con la conduzione di Paolo Bonolis e la collaborazione di Luca Laurenti. Dopo un esordio in prima serata, con le prime due puntate trasmesse la domenica il 10 e il 17 settembre, il gioco è andato in onda nella fascia preserale, dal 25 settembre al 2 dicembre 2006.
Il nome della trasmissione traeva origine dal detto popolare "avere culo" (che significa essere fortunati), da cui la "C" del titolo, che, secondo Bonolis, bisogna avere per vincere al gioco.

## Il programma

### Svolgimento
Il gioco constava di 20 busti raffigurati in personaggi famosi, storici ed immaginari, da Pippo Baudo a Dante Alighieri, che contenevano vari premi (in denaro oppure oggetti di poco valore); il concorrente, scegliendo il busto da aprire, eliminava dalle sue possibilità di vincita il premio all'interno del busto stesso. Ogni 4 busti, al concorrente veniva posta una domanda (in genere nelle ultime puntate l'argomento verteva su quiz logici). Se egli rispondeva esattamente alla domanda, gli veniva fatta un'offerta sicura dove usciva una valletta incappucciata che consentiva al concorrente, se accettava, di ritirarsi dal gioco, mentre se invece il concorrente non rispondeva correttamente, il diritto a giocare passava telefonicamente agli ascoltatori da casa (metodo introdotto a partire dalla fascia preserale), con la quale se rispondevano correttamente a cinque domande, vincevano 1.000 euro. Infine, quando erano rimasti solo due busti in gioco, il concorrente vinceva quello che era contenuto nel suo busto solo se il valore del suo premio superava quello del busto dell'avversario. Era infine possibile vincere un premio di consolazione di € 2.000, se il concorrente rispondeva esattamente a sette domande.
All'interno di ogni puntata era prevista l'interazione del conduttore con il pubblico a casa attraverso un gioco telefonico.

### I premi
I premi in palio del gioco sono stati vari. Nella grafica apparivano in due colonne: a sinistra premi abbastanza banali e di poco valore, mentre nell'altra colonna i premi con i valori più alti, fino a € 500.000. Nella colonna a destra c'erano solamente premi in denaro, ma per qualche settimana era comparsa, ad esempio, la Ferrari Enzo.

## Accoglienza
La trasmissione ha segnato il ritorno di Paolo Bonolis nella fascia preserale di Canale 5 a dieci anni esatti dal debutto di Tira & Molla, precedente game show che ottenne grande successo di pubblico per due stagioni.
Inizialmente programmato per la prima serata della domenica con undici appuntamenti previsti, dopo un discreto esordio testimoniato dai 4 milioni e mezzo di telespettatori pari al 23% di share, la trasmissione subì un vistoso calo di ascolti in occasione della seconda puntata, che ottenne appena il 17% di share; per questo motivo fu spostata nella fascia preserale, anche per arginare i risultati altrettanto insoddisfacenti di un altro game show, Formula segreta condotto da Amadeus, che fu quindi soppresso dopo appena tre settimane dall'esordio. Il conduttore precisò comunque che il passaggio al preserale fu deciso a causa dell'eccessiva durata della trasmissione.
Tuttavia, anche in preserale gli ascolti non risultarono soddisfacenti, con meno di tre milioni di spettatori e il 16% di share, risultato nettamente inferiore agli oltre 4 milioni e mezzo e il 28,5% di share totalizzati da L'eredità di Carlo Conti, in onda su Rai 1; ciò portò alla soppressione della trasmissione, che terminò il suo ciclo il 2 dicembre 2006, lasciando nuovamente spazio al collaudato Chi vuol essere milionario? di Gerry Scotti.
La trasmissione, e in particolar modo il suo conduttore, ricevettero numerose critiche perché la formula del gioco presentava varie analogie con Affari tuoi, programma Rai portato al debutto dallo stesso Bonolis pochi anni prima, il 13 ottobre 2003. A sostenere tale tesi ci fu anche Paolo Bassetti, presidente di Endemol Italia, società produttrice della trasmissione di Rai 1, che fece causa per plagio insieme alla Rai.
In una successiva intervista del 2011, Bonolis ammise che Fattore C era stato effettivamente creato da lui come «clone» di Affari tuoi.